# کوکریت پراموج
کوکریت پراموج (انگلیسی: Kukrit Pramoj؛ زاده ۲۰ آوریل ۱۹۱۱ – درگذشته ۹ اکتبر ۱۹۹۵) روزنامه‌نگار، نویسنده، استاد دانشگاه، اقتصاددان و سیاستمدار اهل تایلند بود. وی از ۱۴ مارس ۱۹۷۵ تا ۲۰ آوریل ۱۹۷۶ نخست‌وزیر این کشور بود.
کوکریت پراموج در ۹ اکتبر ۱۹۹۵، در سن ۸۴ سالگی درگذشت.